# Frank Drake
Frank Donald Drake (Chicago, 28 maggio 1930 – Aptos, 2 settembre 2022) è stato un astronomo e astrofisico statunitense,  noto per aver fondato insieme a Carl Sagan il SETI e per la famosa equazione che porta il suo nome (equazione di Drake), riferita alla possibilità dell'esistenza di forme di vita intelligenti extraterrestri..

## Biografia
Fin da giovane Drake amava l'elettronica e la chimica. Raccontava di aver considerato la possibilità dell'esistenza della vita su altri pianeti già a partire dall'età di otto anni, ma non discusse quest'idea con la sua famiglia o gli insegnanti a causa delle prevalenti ideologie religiose.
Si iscrisse alla Cornell University grazie ad una borsa di studio di elettronica. Lì iniziò a studiare astronomia. Le sue idee riguardo alla possibilità dell'esistenza di vita extraterrestre vennero rinforzate quando lesse uno scritto dell'astrofisico Otto Struve nel 1951. Dopo il college lavorò brevemente nel campo dell'elettronica e poi si laureò in radioastronomia all'Università di Harvard.

## Carriera
Drake iniziò la sua carriera intraprendendo la ricerca radioastronomica al National Radio Astronomy Observatory (NRAO), a Green Bank nella Virginia Occidentale e in seguito al Jet Propulsion Laboratory. Condusse importanti misurazioni che rilevarono la presenza della magnetosfera e della ionosfera gioviana.
Nel 1960 Drake condusse la prima ricerca radio di un'intelligenza extraterrestre, nota come Progetto Ozma. Non venne trovata alcuna evidenza di segnali alieni. Drake considerava il “contatto” sotto forma di segnali luminosi o radio inevitabile negli anni a venire.
Nel 1961, assieme a J. Peter Pearman, organizzò la prima conferenza sul SETI al NRAO. Qui propose a una dozzina di scienziati la sua famosa equazione, un tentativo di stimare il numero di civiltà extraterrestri intelligenti presenti nella nostra Galassia con le quali potremmo pensare di entrare in contatto. Il vero problema nella stima di questo numero sta nella scarsa conoscenza che abbiamo dei fattori di questa equazione.
Drake prese parte ai primi studi sulle pulsar, fu professore alla Cornell University (1964-1984) e direttore dell'Osservatorio di Arecibo.
Nel 1972 disegnò assieme a Carl Sagan la piastra collocata sulle sonde Pioneer 10 e 11, il primo messaggio fisico inviato nello spazio. La piastra venne progettata per essere comprensibile da un eventuale extraterrestre che avrebbe potuto incontrarla, mentre nel 1974 scrisse il Messaggio di Arecibo, inviato verso l'Ammasso Globulare di Ercole, a 25 000 anni luce dalla Terra. In seguito supervisionò anche la creazione del Voyager Golden Record. Nel 1974 venne eletto all'American Academy of Arts and Sciences.
Drake fu il presidente della Società astronomica del Pacifico, è un membro dell'Accademia Nazionale per le Scienze ed è impegnato nel Progetto Phoenix, legato anch'esso al SETI.
Fu professore emerito di astronomia e astrofisica all'Università della California, dove era stato anche preside di Scienze naturali (1984-88).
Morì il 2 settembre 2022 a 92 anni nella sua casa ad Aptos, in California.

## Onori
A Drake è stato dedicato un planetario alla Norwood High School, a Norwood in Ohio.
Gli è stato dedicato un asteroide, 4772 Frankdrake.